# Celebes Południowy
Celebes Południowy (indonez. Sulawesi Selatan) – prowincja w Indonezji na wyspie Celebes. Powierzchnia 46 717 km²; 9,07 mln mieszkańców (2020); stolica Makasar.
Obejmuje południowy półwysep oraz fragment centralnej części Celebes, a także przybrzeżne wyspy na morzu Flores. W 2004 roku z północno-zachodniej części utworzono nową, samodzielną prowincję Celebes Zachodni.
Uprawa ryżu, kukurydzy, soi, kauczukowca; eksploatacja lasów; wydobycie ropy naftowej, srebra, rud manganu, niklu; rybołówstwo.